# Le Piagge (monte)
Il termine Le Piagge indica un massiccio dell'alto Appennino bolognese e modenese ubicata sul crinale spartiacque tra la valle del torrente Dardagna (a est) e del rio Ospitale (a ovest); raggiungono una quota di 1478 metri sul livello del mare. Il toponimo 'Spiaggia', 'Piaggia' è molto diffuso in tutta l'Appennino bolognese; si veda, per esempio, il monte Spiagge di Savignano.
Le Piagge sono situate circa a metà strada tra il cinghio Sermidano (1628 m), da cui sono separate dal passo della Riva (1454 m) e dal passo del Lupo (1495 m), mentre il passo dei Ronchi (1343 m) le separa a nord dal massiccio del monte Mancinello (1452 m) e Il Forcaccio (1132 m).
La vetta e le pendici orientali de Le Piagge sono visibili dalla strada provinciale n.71, della valle del Dardagna, presso la località Madonna dell'Acero, frazione del comune di Lizzano in Belvedere; esse sono molto più boscose rispetto a quelle occidentali del versante modenese: da entrambe tuttavia, nascono numerosi rivoli tributari dei due corsi d'acqua che costeggiano la montagna.